# Afusellaments en el cementiri de Granada

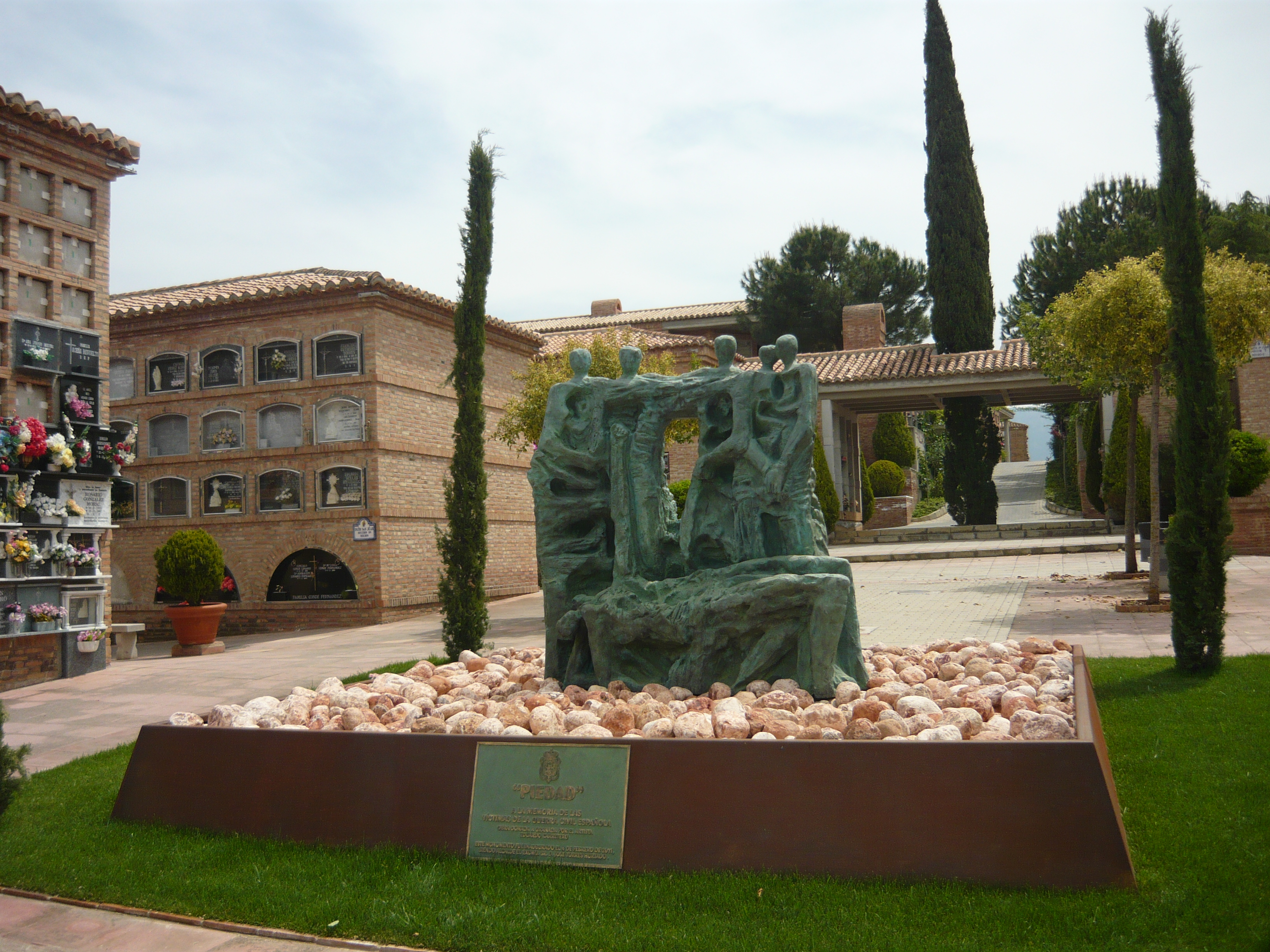
Piedad,monument inaugurat en 2011 al pati de San José del cementiri de Granada, en memòria de les víctimes de la Guerra Civil espanyola. Obra de l'escultor Eduardo Carretero.

Els Afusellaments en el cementiri de San José de Granada es refereixen a les execucions dutes a terme durant la Guerra Civil espanyola i la dictadura de Francisco Franco, dins de la repressió política del règim franquista i aplegaren 3.969 persones entre 1936 i 1956.

## Història
Les saques de presos van començar el 20 de juliol de 1936, després del triomf a Granada del cop d'estat que va donar lloc a la Guerra Civil espanyola, quan fins a 80 dels detinguts de la presó provincial van ser enviats al cementiri en camions cada dia per les tropes franquistes i eren executats. El comandant José Valdés Guzmán, qui després del cop s'hi havia autoanomenat Governador civil de Granada, va ser un dels principals responsables de la repressió durant els primers mesos de la guerra.
L'historiador Hugh Thomas va donar la xifra de 582 afusellats en les tàpies del cementiri durant el mes d'agost de 1936.
Entre els afusellats més coneguts es troben la major part de la corporació municipal de 1936, professors universitaris, advocats o sindicalistes. Durant els primers mesos de la contesa van ser afusellats, entre d'altres, l'alcalde socialista Manuel Fernández Montesinos i el seu antecessor en el càrrec, Luis Fajardo Fernández, i alguns catedràtics de la Universitat de Granada com Joaquín García Labella (Dret polític), Rafael García Duarte (Pediatria) o José Palanco Romero (Història).

## Balanç de víctimes
Un dels primers historiadors que va investigar a fons sobre els afusellaments va ser l'irlandès Ian Gibson, que en les seves primeres obres va donar una xifra de 2.137 afusellats en el cementiri entre el 26 de juliol de 1936 i l'1 d'abril de 1939. S'ha calculat que els afusellats en les tàpies del cementiri van ser 3.969 persones en el període comprès entre 1936 i 1956, data en la qual es té constància de l'últim afusellat, Ricardo Beneito Sopena. La documentació relativa a tots els afusellats es va presentar el 26 de maig de 2010 davant la Junta d'Andalusia per l'Associació per a la Recuperació de la Memòria Històrica, perquè es dignifiqués el lloc i anés declarat Lloc Històric. Amb anterioritat a l'informe de maig de 2010, el nombre d'afusellats s'avaluava en 2.400.
Segons les dades recollides en diligències militars, consells de guerra, arxius locals, l'Auditoria Militar de Granada i registres civils, 594 dels cossos no estan identificats perquè consten com a "persones desconegudes" només referenciades pel sexe i l'edat, segons les dades recollides per l'historiador Rafael Gil Bracero. De fet, en els registres del cementiri s'empren expressions com a "detonació d'arma de foc" o "ordre del tribunal militar". La majoria dels afusellats (més de 2.500) el van ser en el període propi de la guerra civil, entre 1936 i 1939.
En la informació lliurada, es fa constar, a més de les dades dels executats, la descripció històrica de com es van produir les detencions, com van ser els afusellaments, què va passar amb els familiars dels represaliados, el terror a Granada durant la Guerra Civil, els llocs d'enterrament a la província i les fosses d'Alfacar i Víznar.

## Cultura popular
En la sèrie de Televisió Lorca, muerte de un poeta (1988) es recreen diversos afusellaments enfront de les tàpies del cementiri.